# Vankó Péter
Vankó Péter (Budapest, 1959. április 3. – ) magyar fizikatanár, egyetemi oktató, villamosmérnök, tájfutó. Több hazai és nemzetközi tanulmányi verseny szervezője és magyarországi csapatvezetője, a Középiskolai Matematikai és Fizikai Lapok fizikarovatának szerkesztője. A Rátz Tanár Úr-életműdíj és a Prométheusz-érem kitüntetettje, Címzetes egyetemi tanár. Vankó Richárd Kossuth-díjas mérnök fia.

## Szakmai pályafutása
Vankó Péter a Móricz Zsigmond Gimnáziumban érettségizett 1977-ben. Középiskolásként sikeresen szerepelt az OKTV-n és az Eötvös-versenyen, kétszer tagja volt a Nemzetközi Fizikai Diákolimpia magyar csapatának, mindkétszer bronzérmet szerzett.
1984-ben villamosmérnöki diplomát szerzett a Budapesti Műszaki Egyetemen, ahol félvezetőfizikai témájú tudományos diákköri dolgozatával is díjat nyert. 1984-től az MTA TMB ösztöndíjasaként kutatómunkát végzett a BME Elektronikus Eszközök tanszékén, az Amszterdami Egyetemen majd DAAD-ösztöndíjjal a Hamburg-Harburgi Műszaki Egyetemen. Kutatási eredményei alapján 1993-ban a Budapesti Műszaki Egyetemen egyetemi doktori fokozatott szerzett (Szilícium kristályok hibaszerkezetének vizsgálata).
1989-től a Fasori Evangélikus Gimnáziumban kezdett tanítani és 1991-ben az Eötvös Loránd Tudományegyetemen fizikatanári diplomát szerzett, majd 1991-től 2007-ig az Árpád Gimnáziumban tanított fizikát. A tanításon kívül iskolai tájfutó szakosztályt vezetett és diákjainak kirándulásokat szervezett. Tanítványai kimagasló eredményeket értek el hazai és nemzetközi tanulmányi versenyeken.
1996-tól 2019-ig a Nemzetközi Fizikai Diákolimpia egyik magyar csapatvezetője és a csapat felkészítője. Ezalatt háromszor (2005-ben, 2012-ben és 2013-ban) magyar diák szerezte meg az olimpián az abszolút első helyet, és ebből a szempontban ebben az időszakban Magyarország Kína után a második legsikeresebb ország volt.
1999-től a Budapesti Műszaki Egyetem Fizikai Intézetében egyetemi adjunktusként, majd 2007-től 2021-ig egyetemi docensként dolgozott, ahol elsősorban fizika szakos hallgatók alapképzésével és középiskolai tehetséggondozással foglalkozott. 2007-ben a Debreceni Egyetemen PhD fokozatot szerzett (Izgalmas mérések és modellezések a fizikaoktatásban és a tehetséggondozásban). A 2019/20-as tanév első félévében a hallgatói vélemények alapján az egyetem legjobb oktatója volt.
2008 óta az Európai Természettudományos Diákolimpia (EUSO, majd 2021-től EOES) magyar nemzeti koordinátora és fizikus csapatvezetője. A 2021-ben Magyarországon megrendezett olimpia versenyigazgatója. A versenyen 2009 óta négy alkalommal magyar csapat szerezte meg az abszolút első helyezést.
2013-tól az Eötvös-verseny versenybizottságának tagja (2014 óta az elnöke). Az 1894 óta kisebb megszakításokkal folyamatosan megrendezésre kerülő verseny feltehetően a világ legrégebbi fizikaversenye. Az egyetlen ötórás fordulóból álló versenyen középiskolások és az abban az évben érettségizett egyetemisták vehetnek részt, a három rövid feladat megoldásához bármely írott segédeszköz felhasználható.
A 2017 óta megrendezésre kerülő Európai Természettudományos Diákolimpiának (melynek megalapítását jelentős részben az Eötvös-verseny inspirálta, és stílusa is ahhoz hasonlít) kezdetektől magyar felkészítőtanára és csapatvezetője.
2023 óta a a Középiskolai Matematikai és Fizikai Lapok fizikarovatának szerkesztője.

## Kitüntetései
Bonis Bona díj (2015)
Rektori dicséret (2016)
Rátz Tanár Úr-életműdíj (2021)
Prométheusz-érem (2024)
Címzetes egyetemi tanár (2024)

## Publikációi
Kísérleti fizika 1. (egyetemi tankönyv, 2013)
Közel száz cikk hazai és nemzetközi folyóiratokban.